# Cudzoziemka
Cudzoziemka – powieść Marii Kuncewiczowej. Pierwodruk ukazał się w odcinkach w 1935 w „Kurierze Porannym”, oddzielnie wydana w Warszawie w 1936. Przetłumaczona na 14 języków, uważana za jedno z najwybitniejszych osiągnięć literackich psychologizmu okresu międzywojennego. Wielokrotnie wznawiana. W konstrukcji powieści autorka złamała wszelki porządek chronologiczny. Skomponowana jest ze wspomnień, dygresji, retrospekcji głównej bohaterki.
W 1986 r. reżyser Ryszard Ber nakręcił na podstawie powieści film z Ewą Wiśniewską w roli głównej. Scenariusz napisała sama Maria Kuncewiczowa.
Cudzoziemka stała się przedmiotem rozważań i analiz Brunona Schulza w artykule Aneksja podświadomości.

## Treść
Akcja utworu rozgrywa się w jednym dniu. Główną bohaterką jest Róża Żabczyńska, córka polskiego emigranta, która wychowała się w Rosji. Do Polski przybyła w wieku 16 lat. Róża jest świadoma tego, że znajduje się u kresu swego życia. Rekonstruuje przeżycia z przeszłości, w pewnym sensie uciekając od rzeczywistości. Ma poczucie obcości zarówno na tle etnicznym, jak i wśród najbliższych osób, zmarnowanego życia, niespełnionej miłości (którą obdarzyła Michała Bądskiego), braku realizacji pragnień dotyczących kariery artystycznej. Rozczarowanie życiem zrodziło w niej potrzebę wyżywania się na innych.

## Bohaterowie powieści
- Róża Żabczyńska – główna bohaterka powieści, kobieta zgorzkniała, u kresu swojego życia. Żona Adama, matka Marty, Władysława i Kazia. Grała głównie na skrzypcach i fortepianie, uczyła swoją córkę śpiewu. W młodości zakochana była w Michale Bądskim, którego stale wspominała przez całe swoje życie. W młodości żyła w Taganrogu. Była nieczuła wobec członków swojej rodziny, tworzyła z nimi toksyczne i skomplikowane relacje. Jednej nocy chciała zabić swojego syna, ale od tego czynu odciągnęły ją widok oświetlonego przez księżyc ogrodu i muzyka. Później także chciała zabić swoją córkę, podając jej zbyt dużą ilość leku.
- Marta – córka Róży i Adama, poczęta w czasie gwałtu. Miała piękny, melodyjny głos; śpiewała i jednocześnie nienawidziła muzyki. W młodości bardzo chciała uczyć się w szkole ogrodniczej. Jako nastolatka kochała się w Stefanie, z którym, pod wpływem matki, zerwała. W dalszych latach życia wyszła za mąż za Pawła, którego zdradzała.
- Adam – mąż Róży, nie był w stanie porozumieć się z własną żoną Różą, która przy każdym spotkaniu wypominała mu błędy przeszłości, śmierć syna, złe traktowanie. Był spokojnym człowiekiem, trochę niezdarnym.
- Władysław – pierworodny syn Róży i Adama, człowiek słabego charakteru, od dziecka przerażony pogardą matki dla ojca i pełen obaw przed jej zachowaniami. Potrafił grać na fortepianie. Pierwszą jego ukochaną była Halina, z którą był nawet zaręczony, jednak Róża traktowała jego wybrankę z wyższością, co doprowadziło do tego, że Władysław zerwał z nią zaręczyny. Później spotkał Jadwigę, która została jego żoną, ale i ona nie spotkała się z pełną aprobatą Róży.
- Kazimierz (Kazio) – najmłodszy syn Róży i Adama, zmarł w dzieciństwie z powodu choroby. Nie był podobny do Adama, dlatego był ukochanym synem Róży.
- Michał Bądski – ukochany Róży z młodości, który złamał jej serce i ją zostawił. Potem już nigdy się nie spotkali, a mimo to Róża pamiętała go do końca swojego życia.
- Paweł – mąż Marty.
- Jadwiga – żona Władysława, traktowała go jednocześnie jak dziecko i bohatera.
- Zbyszek – syn Marty i Pawła. Nie przepadał za babcią, bo zauważył, że kiedy była obecna, wszyscy byli w złym humorze. Przez babcię nie był lubiany za „spiczastą brodę” (po dziadku, Adamie) i za to, że jest podobny do jej zięcia, Pawła.
- Luiza – ciotka Róży. Nazywała Różę Rosalie, ale pod wpływem nieprzychylnych komentarzy przechodniów, którzy, słysząc jej imię, zaczęli krzyczeć, że jest Żydówką, postanowiła nazywać ją Eveline. Opiekowała się Różą, to z nią przeprowadziła się do Warszawy.
- lekarz Gerhard – lekarz, który leczył Różę. To u niego główna bohaterka zaczęła rozumieć swoje postępowania i błędy.

## Muzyka i opera
Utworem przewodnim Cudzoziemki jest pieśń Roberta Schumanna Ich grolle nicht należąca do cyklu Dichterliebe. Słowa pieśni, będące autorstwa Heinricha Heinego, we fragmencie są mottem powieści:
„… Ich sah dich ja im Traum,
und sah die Nacht in deines Herzens Raum,
und sah die Schlang’, die dir am Herzen frisst,
ich sah, mein Lieb, wie sehr du elend bist.”.
Słowa te tłumaczone są w przypisach w kolejnych rozdziałach powieści jako:
„.... Widziałem cię we śnie,
i widziałem noc w twoim sercu,
i widziałem żmiję, która kąsa cię w serce,
ujrzałem, moje kochanie, jak bardzo jesteś biedna.”
Róża Żabczyńska wielokrotnie starała się zaśpiewać tę pieśń, jednak nigdy tego nie zrobiła. Dokonała tego dopiero jej córka Marta.
Koncert D-dur Brahmsa grany przez główną bohaterkę Różę stanowi punkt kulminacyjny powieści. Kobieta wykonuje koncert tuż przed tym, jak zostanie zgwałcona przez własnego męża. Z tego gwałtu poczęta zostaje jej córka Marta.
W powieści wspominane także są inne utwory muzyczne, m.in. Żal Chopina, Jeg elsker Dig Griega, Elegia Masseneta czy Melodia Rubinsteina.
Główna bohaterka w rozdziale VI wybiera się ze swoim synem Władysławem do opery na sztukę Madame Butterfly Giacomo Pucciniego, którą bardzo przeżywa.